# Congruentie (taal)
Congruentie is het verschijnsel dat woorden of woordgroepen kenmerken van andere woorden of woordgroepen overnemen.
Neem als illustratie de volgende zinnen:
1. Een klein kind mag dat niet.
2. Kleine kinderen mogen dat niet.
3. Het kleine kind mag dat niet.
4. De kleine kinderen mogen dat niet.

De betekenisaspecten getal en bepaaldheid van het zelfstandig naamwoord kind/kinderen zijn ook van invloed op de vorm van:
- het lidwoord: een als kind enkelvoudig en onbepaald is, een niet-lexicale vorm als kind meervoudig en onbepaald is, het als kind enkelvoudig en bepaald is, de als kind meervoudig en bepaald is.
- het bijvoeglijk naamwoord: klein als kind enkelvoudig en onbepaald is, kleine als kind meervoudig is, of als het enkelvoudig en bepaald is.
- het werkwoord: mag als kind enkelvoudig is, mogen als het meervoudig is.

In de bovenstaande zinnen congrueren lidwoord, bijvoeglijk naamwoord en werkwoord met het zelfstandig naamwoord. Congruentie met een zelfstandig naamwoord of voornaamwoord is in het Standaardnederlands de enige genormeerde vorm van congruentie. In niet-standaardvariëteiten komen evenwel andere vormen van congruentie voor. Zo congrueert bij veel sprekers een graadaanduidend bijwoord met het bijvoeglijk naamwoord, zoals in de volgende zin:
Dat is een hele mooie fiets.
In het Standaardnederlands zou dit zijn:  
Dat is een heel mooie fiets.
Van een hele mooie fiets wordt van het bijwoord heel een bijvoeglijk naamwoord gemaakt, in combinatie met het andere bijvoeglijke naamwoord mooie betekent het dus dat de fiets niet alleen mooi is maar ook heel (dus compleet, zonder dat er iets aan ontbreekt). Toch wordt er vaak bedoeld dat de fiets niet zomaar mooi is, maar heel mooi. Nu gaat het erom dat de fiets 'meer dan mooi' is. Het verschil tussen de zinnen ligt er dan aan of er een bijwoord in de zin staat (niet verbogen, geeft informatie over een bijvoeglijk naamwoord) of een bijvoeglijk naamwoord (kan verbogen zijn, geeft informatie over een zelfstandig naamwoord).
Een aantal kenmerken waarop in het Nederlands woorden met het zelfstandig naamwoord kunnen congrueren: getal, bepaaldheid, geslacht, naamval.
Voor de congruentie tussen onderwerp en persoonsvorm zijn er uitzonderingen:
- titel: 'De Lustige Slurvers' is zeer leuk.
- afkorting: De VN vergadert.
- hoeveelheid die een eenheid vormt: Zeven is voldoende. Honderd bezoekers is te veel.
- opsomming die een eenheid vormt: Te veel peper en zout is ongezond.
- meer dan een: Er komt er meer dan een.

Andere talen kennen andere vormen van congruentie.